# U-1201
Unterseeboot 1201 foi um submarino alemão do Tipo VIIC, pertencente a Kriegsmarine que atuou durante a Segunda Guerra Mundial.
O U-1201 esteve em operação entre os anos de 1944 e 1945, não realizando nenhuma patrulha durante a guerra.
Foi fortemente danificado por um bombardeio aéreo aliado ocorrido no dia 11 de março de 1945. Foram abertos buracos em seu casco para afundar em Hamburgo no dia 3 de maio de 1945.

## Comandantes
| Comandante            | Data                                       |
| --------------------- | ------------------------------------------ |
| Oblt. Eberhard Ebert  | 13 de janeiro de 1944 - 1 de julho de 1944 |
| Oblt. Kurt Ahlers     | 2 de julho de 1944 - 13 de outubro de 1944 |
| Oblt. Reinhold Merkle | 14 de outubro de 1944 - 3 de maio de 1945  |

## Subordinação
Durante o seu tempo de serviço, esteve subordinado às seguintes flotilhas:
| Período                                      | Flotilha                                      |
| -------------------------------------------- | --------------------------------------------- |
| 13 de janeiro de 1944 - 30 de junho de 1944  | 8. Unterseebootsflottille (treinamento)       |
| 1 de julho de 1944 - 28 de fevereiro de 1945 | 21. Unterseebootsflottille (submarino escola) |
| 1 de março de 1945 - 3 de maio de 1945       | 31. Unterseebootsflottille (treinamento)      |